# Iglesia de la Compañía de Jesús de Santiago de Compostela
La iglesia de la Compañía de Jesús, más conocida por los compostelanos como iglesia de la Compañía o iglesia de la Universidad, situada en la plaza de la Universidad, fue construida por los jesuitas en el siglo XVII, rematando su construcción en 1767, y perteneció al colegio de la Compañía de Jesús hasta que, tras la expulsión de los jesuitas, pasó a ser la capilla de la Universidad desde 1769.
El edificio es uno de los que, por su desnudez ornamental en el exterior y al aparente clasicismo, llamó la atención de los historiadores del arte que la estudiaron hasta nuestros días. Esto dio lugar a discusiones sobre su estilo y, consecuentemente, sobre su cronología. Por ejemplo, Antonio Bonet Correa señala que estas razones (la situación del sepulcro del arzobispo Francisco Blanco Salcedo) y la perfecta adaptación de la capilla de San José a la capilla mayor y la impresión de que la fachada actual no concuerda con la estructura interior y el estilo de la iglesia, lleva a pensar que es obra de finales del siglo XVI, y, por lo tanto, la primera que se construyó en estilo clasicista en Santiago de Compostela, lo que lo llevó a atribuirla a Gaspar de Arce.
Ramón Otero Túñez rebatió tal atribución, aunque basándose en razones documentales, lo desapropiado que el propio autor del proyecto, Gaspar de Arce, fuera el mismo designado por el ayuntamiento compostelano para comprobar la nueva línea de edificación solicitada por los jesuitas o, incluso, materiales como los daños del sepulcro del arzobispo Blanco y, concretamente, la supresión de la escena de la Asunción que aparece citada en su contrato de ejecución que podrían explicarse como "daños ocasionados por el traslado desde el emplazamiento primitivo".
El paso de la iglesia a la Universidad fue clave para la realización de una serie de modificaciones en el edificio. Su fachada principal, de aire clásico, como quedó dicho, presenta las figuras de San Pedro y San Pablo, que sustituyeron a las originales de San Ignacio y a San Francisco Javier situadas en hornacinas laterales que sirven de marco al escudo real. El campanario que la culmina se hizo dos años más tarde. Pero lo realmente destacable es su interior, donde se sitúan varios retablos que adornan las naves laterales, el crucero y el altar mayor; están considerados como auténticas y exclusivas piezas del barroco.
Actualmente el edificio se usa como sala de exposiciones y sede de la Orquesta de la Universidad de Santiago de Compostela.